# Faisons un rêve (pièce de théâtre)
Pour l’article homonyme, voir Faisons un rêve (film).
Faisons un rêve est une pièce de théâtre de Sacha Guitry, représentée pour la première fois au théâtre des Bouffes-Parisiens le 3 octobre 1916. Il a par la suite adapté sa pièce au cinéma en 1936. 

## Historique de la création
Il s'agit d'une pièce de jeunesse de Sacha Guitry, qui a trente et un ans lorsqu’il la joue pour la première fois le 3 octobre 1916. En opposition au climat pesant de la guerre de 14-18, il écrit quelque chose de léger, d’insouciant, et fait souffler un vent de jeunesse sur la scène parisienne. Il renouvelle la comédie de mœurs, l’allège de ses règles bourgeoises d’alors, crée des personnages plus proches de la réalité, et invente le quotidien dans les dialogues. Il trouve une spontanéité de ton et de verbe très novatrice. 
La première distribution est composée de sa première femme, Charlotte Lysès, de son ami Raimu qui interprète le rôle du mari, tandis que l’auteur tient celui de l’amant. Guitry reprend la pièce en 1921, avec Yvonne Printemps, devenue sa deuxième épouse, et Raimu qui conserve son rôle. En 1936, il porte la pièce au cinéma avec Jacqueline Delubac, sa troisième femme et Raimu.

## Synopsis
Un mari trompant sa femme rentre chez lui au petit matin. Sans le savoir, il y retrouve son ami qui est également l'amant de son épouse, à qui il avoue tout de sa propre infidélité. L'ami entreprend alors de convaincre l'époux de prolonger son absence auprès de sa femme.

## Représentations

### Théâtre des Bouffes-Parisiens, 1916
Distribution :
- Lui : Sacha Guitry
- Elle : Charlotte Lysès
- Le mari : Raimu
- Le valet de chambre : Georges Barral

### Théâtre du Vaudeville, 1918
Distribution :
- Lui : Sacha Guitry
- Elle : Georgette Armand
- Le mari : Galipaux

### Théâtre Édouard VII, 1921
Distribution :
- Lui : Sacha Guitry
- Elle : Yvonne Printemps
- Le mari : Oudart

### Théâtre de la Madeleine, 1931
Distribution :
- Lui : Sacha Guitry
- Elle : Yvonne Printemps
- Le mari : Marcel Simon

### Théâtre des Variétés, 1957
Du 29 mars 1957 au 29 janvier 1958 au Théâtre des Variétés
Distribution :
- Lui : Robert Lamoureux
- Elle : Danielle Darrieux
- Le mari : Louis de Funès

### Théâtre de l'Athénée en 1981
- Mise en scène : Jacques Sereys

Distribution :
- Lui : André Dussollier
- Elle : Annie Sinigalia
- Le mari : Gérard Lartigau

### Théâtre Saint-Georges, 1986
- Mise en scène : Jacques Rosny
- Décor : Hubert Monloup
- Costumes : Hubert Monloup

Distribution :
- Lui : Claude Rich
- Elle : Annie Sinigalia
- Le mari : Pierre Maguelon

### Théâtre Édouard-VII, 2008
Du 9 septembre 2008 au 30 mars 2009 au Théâtre Édouard-VII
- Mise en scène : Bernard Murat
- Décors : Nicolas Sire
- Costumes : Dominique Borg
- Lumières : Laurent Castaingt
- Musique originale : Benjamin Murat
- Illustration sonore : Francine Ferrer

Distribution :
- Lui : Pierre Arditi
- Elle : Clotilde Courau
- Le mari : Martin Lamotte
- Le valet de chambre : Yves Le Moign'

## Autres mises en scène
- 1981 : mise en scène de Michel Roux avec Jean-Pierre Cassel.
- 1994 : mise en scène de Nathalie Martinez.
- 2000 : mise en scène de Nicolas Briançon.
- 2005 : mise en scène de Sébastien Azzopardi, à la Comédie Bastille, avec Sébastien Azzopardi, Valérie Even ou Elisa Sergent et Frédéric Imberty.
- 2007 (le samedi 3 novembre au soir) : mise en scène de Bernard Murat retransmise en direct à la télévision depuis le théâtre Edouard-VII de Paris, avec Pierre Arditi (l'amant), François Berléand (le mari) et Michèle Laroque.
- 2017 : théâtre de la Madeleine, mise en scène de Nicolas Briançon.

## Adaptations filmées
- 1936 : Faisons un rêve réalisé par Sacha Guitry, avec également Jacqueline Delubac et Raimu[3] ;
- 1996 : Faisons un rêve, réalisé par Jean-Michel Ribes, avec Pierre Arditi, Dominique Blanc et Ticky Holgado.